# Спас (монета)
«Спас» — пам'ятна монета номіналом 5 гривень, випущена Національним банком України, присвячена одному із значних свят православ'я — святу Спаса (Преображення Господнього), під час якого відбувається освячення винограду, яблук, меду тощо.
Монету введено в обіг 28 липня 2010 року. Вона належить до серії «Обрядові свята України».

## Опис монети та характеристики
| Номінал грн. | Метал      | Маса, г | Діаметр, мм | Якість виготовлення       | Гурт     | Тираж, штук |
| ------------ | ---------- | ------- | ----------- | ------------------------- | -------- | ----------- |
| 5            | нейзильбер | 16,54   | 35,0        | спеціальний анциркулейтед | рифлений | 45 000      |

### Аверс
На аверсі монети угорі зображено малий Державний Герб України та напис півколом — «НАЦІОНАЛЬНИЙ БАНК УКРАЇНИ», у центрі композицію, що символізує свято Спаса — рамка з медовими стільниками в обрамленні букета-оберега, над якою соняшник, ліворуч і праворуч стилізовані роги достатку, наповнені яблуками, грушами, виноградом тощо та розміщено написи: «5/ГРИВЕНЬ/2010» та логотип Монетного двору Національного банку України.

### Реверс

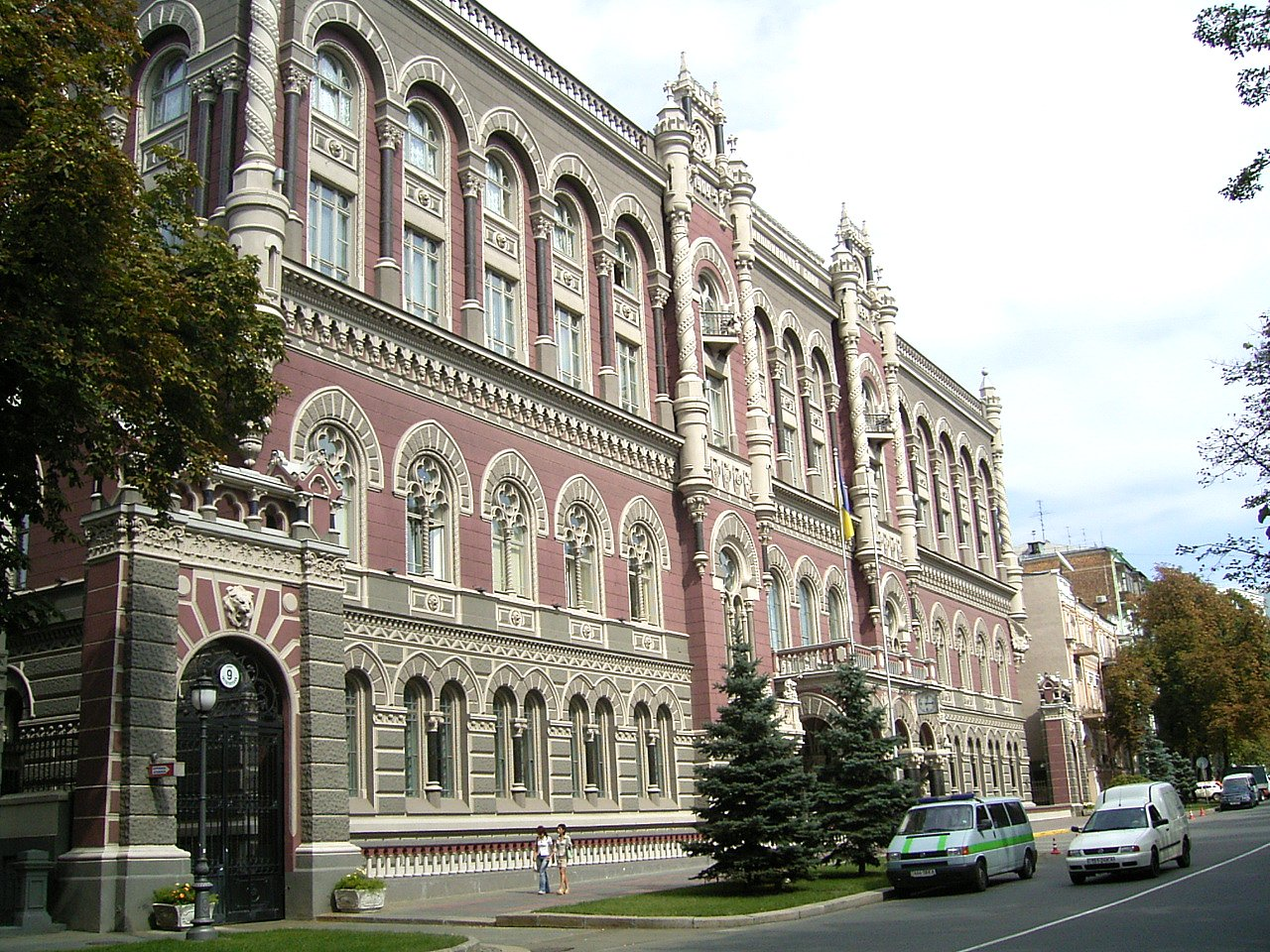
Будівля Національного банку України

На реверсі монети зображено багатофігурну композицію приготування селянами до дійства освячення дарів природи, унизу — вулик, угорі — «Преображення Господнє» та півколом напис: «СВЯТО СПАСА».

## Автори
- Художник — Кочубей Микола.
- Скульптори: Дем'яненко Володимир, Дем'яненко Анатолій.

## Вартість монети
Ціна монети — 20 гривень була вказана на сайті Національного банку України в 2012 році.
Фактична приблизна вартість монети з роками змінювалася так:
| Рік        | 2010 | 2011 | 2012 | 2013 | 2014 | 2015 | 2016 | 2017 | 2018 | 2019 | 2020 | 2021 | 2022 | 2023 | 2024 | 2025 |
| ---------- | ---- | ---- | ---- | ---- | ---- | ---- | ---- | ---- | ---- | ---- | ---- | ---- | ---- | ---- | ---- | ---- |
| Ціна, грн. | 20   | 25   | 25   | 35   | 42   | 60   | 80   | 120  | 120  | 125  | 135  | 150  | 220  | 370  | 440  | 530  |